# Danh sách tập phim BoBoiBoy Galaxy
BoBoiBoy Galaxy là thương hiệu tiếp theo của BoBoiBoy. Nó có số tập là 300. Nó lên sóng TV3 (Malaysia) vào ngày 25/11/2016.

## Dòng tóm tắt

### Mùa 1
| Bắt đầu  | 25/11/2016 |
| Kết thúc | 22/6/2018  |

### Mùa 2
| Bắt đầu  | 3/12/2023 |
| Kết thúc | 6/2025    |

## Các tập phim

### Mùa 1
| Tập | Tiêu đề                                 | Ngày lên sóng                                   |
| --- | --------------------------------------- | ----------------------------------------------- |
| 1 | "BoBoiBoy Trở lại"                      | 25/11/2016 (TV3) 14/1/2017 (MNCTV)              |
| Hai phi thuyền đang tham gia vào một cuộc đuổi tốc độ cao ở giữa một vành đai tiểu hành tinh ở đâu đó trong Không gian. Phi thuyền không gian của trùm Separo đuổi theo phi thuyền được điều khiển bởi KokoCi (trước đây gọi là CiciKo). Một quả cầu năng lượng được gọi là MotoBot cũng trên chiếc tàu của Koko Ci được trấn an bởi phi công rằng anh ta sẽ không để cho Cướp biển bắt được anh ta. Khi cuộc đuổi bắt tiếp tục, KokoCi cố gắng trốn tránh và trốn khỏi Separo nhưng nhận ra họ đang bị mắc kẹt. Tình huống này khiến ông ta phải liên lạc với siêu anh hùng của Trái Đất mà ông ta tin tưởng nhất: BoBoiBoy. Trên trái đất, ba đứa trẻ đang chơi bóng đá. Một trong những đứa trẻ cố gắng để hành động như BoBoiBoy, cố gắng "Lighting Kick" vào quả bóng thất bại nhưng bóng kết thúc trong mục tiêu, bất kể. Trong khi đó, BoBoiBoy thực sự 14 tuổi - xem trận đấu bóng đá từ quán cà phê Tok Aba với Gopal. BoBoiBoy buồn bã hỏi Gopal nếu anh ta chán vì đã là một thời gian dài kể từ khi họ đã thực hiện bất kỳ "công cụ siêu anh hùng". Gopal nhắc nhở anh ta rằng họ vẫn là siêu anh hùng, biến cửa hàng Tok Aba thành bánh quế làm một cuộc biểu tình nhưng đảo ngược nó theo lệnh giận dữ của Tok Aba. Ochobot đồng ý với BoBoiBoy, sau này nói rằng lần cuối cùng anh ta sử dụng sức mạnh của mình là ba tuần trước để cứu một con mèo, điều này củng cố thực tế rằng nó không thú vị nếu họ không thể sử dụng quyền lực của họ đúng cách. Gopal đồng ý và mong muốn có một người mà họ có thể giúp đỡ. Vào thời điểm đó, những đứa trẻ đang chơi bóng đá yêu cầu BoBoiBoy và Gopal giúp lấy bóng ra khỏi cây. Các chàng trai coi đây là cơ hội để cuối cùng sử dụng sức mạnh của họ. Trong khi đó, KokoCi và MotoBot vẫn đang trốn khỏi Không gian Cướp biển trên một tiểu hành tinh. THuyền trưởng Separo có ý tưởng để vượt qua tín hiệu truyền thông của họ để xác định vị trí của họ. Truyền tải được gửi đi và KokoCi giả mạo là một người lính gác để đánh lừa Separo. KoKoCi cố gắng cắt đứt đường truyền bằng cách "tình cờ" gõ một cốc nước lên bảng điều khiển, phần lớn là sự tức giận của thuyền trưởng. KokoCi bắt đầu liên lạc với Ochobot. Trở lại Trái Đất, BoBoiBoy và Gopal đang chiến đấu chống lại ai nên lấy bóng, Ochobot buồn bã bình luận về sự tuyệt vọng của họ. Theo yêu cầu của các chàng trai, BoBoiBoy sử dụng CHuyển động tia chớp của mình để leo lên cây, trong đó Gopal vội vàng chuyển thành mía kẹo. Những cành mong manh rơi xuống dưới sức nặng của BoBoiBoy khiến anh ta và quả bóng rơi xuống đất. BoBoiBoy biến đổi thành BoBoiBoy Gió và sử dụng Cầu gió để có được quả bóng trước khi Gopal có thể. BoBoiBoy sau đó biến đổi thành BoBoiBoy Đất để tránh đòn biến đổi của Gopal nhưng một trong những cú đột biến chuyển bóng thành chuối rán. Gopal và BoBoiBoy đổ lỗi cho nhau, nhưng Ochobot nói đó là lỗi của họ bởi vì họ quá tuyệt vọng để sử dụng sức mạnh của họ và anh ấy đột ngột bị trục trặc. Nó trở thành Koko Ci và anh ta nhờ Ochobot giúp đỡ bằng cách mở một teleportal để anh ta thoát khỏi Space Pirates. Ochobot làm như vậy nhưng thuyền trưởng Separo móc lên tàu của Koko Ci sau khi nhìn thấy Cổng dịch chuyển. BoBoiBoy nói đây là cơ hội cho anh ta và Gopal trở thành siêu anh hùng một lần nữa. |                                         |                                                 |
| 2 | "Quả cầu Năng lượng, MotoBot!"          | 2/12/2016 (TV3) 21/1/2017 (MNCTV)               |
| Adudu và Probe đến Trái Đất và đã bắt được Motobot. Nhóm BoBoiBoy và KoKoCi đã cũng nhau mai phục ở trạm nhiên liệu và đã lấy lại được Motobot. Đồng thời Motobot đã sử dụng khả năng của mình (phương tiện hóa vật chất) để tạo ra xe cho BoBoiBoy và Gopal sử dụng chiến đấu và đã thắng Adudu như thường lệ. BoBoiBoy và Gopal đã quyết định gia nhập TAPOPS để bảo vệ các quả cầu năng lượng (Power Sphere) khác |                                         |                                                 |
| 3 | "Thám hiểm hành tinh Gurunda"           | 9/12/2016 (TV3) 28/1/2017 (MNCTV)               |
| Đầu tập phim là cảnh lễ gia nhập TAPOPS của BoBoiBoy và Gopal với 2 khán giả là Occhobot và Tok Aba. Rồi KoKoCi cho cả hai thực hiện nhiệm vụ đầu tiên là tìm một quả cầu năng lượng ở hành tinh Gurunda. Trước khi đi, hai người đã gặp lại Ying và YaYa. Nhưng vì sự chủ quan của Gopal đã khiến cậu và BoBoiBoy lấy nhầm trứng của một sinh vật của hành tinh và khiến nó truy đuổi và Ying với YaYa đã cứu hai người vào lúc đó đồng thời tìm cách hòa giải với sinh vật đó. Để phạt hai cậu vì chủ quan, KoKoCi đã bắt hai người ở lại cho đến khi hoàn thành nhiệm vụ. Ông cũng đồng ý cho YaYa và Ying gia nhập TAPOPS đồng thời cho Occhobot đến đó giúp nhóm BoBoiBoy hoàn thành nhiệm vụ |                                         |                                                 |
| 4 | "Cattus - Khổng lồ và Dễ thương"        | 16/12/2016 (TV3) 4/2/2017 (MNCTV)               |
| Buổi tối hôm đó, khi nhóm BoBoiBoy đang cắm trại ở hành tinh Gurunda thì đã gặp một con mèo xanh có một cái vòng chuông ở cổ đến xin nước, cùng lúc đó đồng hồ sức mạnh của BoBoiBoy gặp trục trặc nhỏ. Cũng ở trên hành tinh đó, Probe sau khi bị Bagogo lừa bán bộ pin dành cho máy tìm Power Sphere (PS) thì đã chở Adudu đi tìm PS và đã gặp một con quái vật và đã bị đánh te tua. Sáng hôm sau khi nhóm BoBoiBoy tìm thấy và nghiên cứu ở hang động Adudu đánh nhau tối hôm trước thì gặp một người địa phương bị ngất. Sau khi cho người đó uống nước thì nhóm BoBoiBoy đã biết về việc ngôi làng của người bản địa bị tấn công bởi một con quái vật vì nó khát nước và họ quyết định giúp đỡ làng đó. Đến nơi, nhóm BoBoiBoy quyết định dùng nước để bẫy con quái vật đó và đã thấy con mèo hôm trước. Lúc đó Adudu đến với bộ vũ khí mới mua ở Bagogo shop và đến bắt con mèo. Occhobot quét và phát hiện cái vòng chuông trên cổ chú mèo chính là một PS và nhóm quyết định chiến đấu với Adudu và Probe. Khi BoBoiBoy vì che con mèo và cùng lúc cái đồng hồ sức mạnh của cậu bị trục trặc, cậu đã bị trúng đạn mê của Adudu thì con mèo trở thành quái vật và giúp đỡ các bạn chống lại những tên phản diện muôn thuở đó. Adudu đã thấy được điểm yếu của con mèo và đã chuẩn bị bắt được thì BoBoiBoy tỉnh lại kịp lúc và đánh bại chúng. Nhóm khi đó mới biết con mèo tên Cattus và PS nó đang đeo tên là Bellbot có khả năng phóng to vật thể. Họ quyết định quay trở lại phi thuyền và Cattus đã đi theo họ. |                                         |                                                 |
| 5 | "BoBoiBoy Lá VS Separo"                 | 23/12/2016 (TV3) 11/2/2017 (MNCTV)              |
| Chiếc tàu vũ trụ của KoKoCi đang trong quá trình hoàn thiện thì ở ngoài vũ trụ, tàu của thuyền trưởng Separo đang tiến đến Trái Đất nhờ vào tín hiệu từ chiếc móc. Trong lúc đó, ở quán Cacao của Tok Aba, BoBoiBoy đang thắc mắc về sự trục trặc của đồng hồ năng lượng của cậu và về vấn đề thức ăn của Cattus khi nó không chịu ăn những thức ăn bình thường của mèo. Nên các bạn cùng đi ra bến cảng để thử bắt cá cho Cattus. Khi đến nơi thì các bạn thấy một người quen - Papa Zola, người đang câu cá với thành quả là một giỏ đầy cá và khi đó Cattus - với một ánh mắt long lanh đã chạy lại và ăn... cái giỏ cá. Trong khi Papa Zola đang khóc lóc vì những con cá đã chạy mất và quyết định nhận Cattus làm "con mèo của công lý" thì nhóm BoBoiBoy phát hiện cái móc câu của Papa chính là cái móc câu của thuyền trưởng Separo ở tập 1 và lúc đó con tàu của hắn xuất hiện trên bầu trời và phân công thuộc hạ ở lại chiếm lấy BellBot trên cổ Cattus còn hắn cho tàu đến quán của Tok Aba để chiếm MotoBot và OcchoBot. Nhóm bạn khi đó tách ra và giúp bảo vệ các PS, BoBoiBoy và YaYa tiếp cận tàu. Họ chiến đấu trên đó cho đến khi Separo sử dụng HookaBot và đánh bay BoBoiBoy từ trên trời xuống lúc đồng hồ năng lượng gặp trục trặc và hằn đáp xuống bắt đầu bắt các PS. Lúc đó thì BoBoiBoy xuất hiện trong nguyên tố mới: BoBoiBoy Lá (BoBoiBoy Daun) và đánh bại và bắt được thuyền trưởng Separo. |                                         |                                                 |
| 6 | "Fang - Người còn lại của đội"          | 30/12/2016 (TV3) 18/2/2017 (MNCTV)              |
| 7 | "Jokertu?"                              | 17/3/2017 (TV3) 1/4/2017 (MNCTV)                |
| 8 | "Nhiệm vụ Giao đồ Giặt ủi"              | 24/3/2017 (TV3) 8/4/2017 (MNCTV)                |
| 9 | "Katakululu thôi miên"                  | 26/5/2017 (TV3) 3/6/2017 (MNCTV)                |
| 10 | "Bài kiểm ta DỄ DÀNG"                   | 1/6/2017 (TV3) 10/6/2017 (MNCTV)                |
| 11 | "Trận chiến rực lửa"                    | 8/6/2017 (TV3) 17/6/2017 (MNCTV)                |
| 12 | "Panto - Kẻ đột nhập"                   | 15/6/2017 (TV3) 24/6/2017 (MNCTV)               |
| 13 | "Rạp xiếc Bóng tối"                     | 22/6/2017 (TV3) 1/7/2017 (MNCTV)                |
| 14 | "Bão sấm xuất hiện"                     | 1 tháng Mười Hai 2017 (TV3) 10/12/2017 (MNCTV)  |
| 15 | "Cuộc đua Không gian Nova Prix"         | 8 tháng Mười Hai 2017 (TV3) 17/12/2017 (MNCTV)  |
| 16 | "Chuyến dã ngoại lặp lại?"              | 15 tháng Mười Hai 2017 (TV3) 24/12/2017 (MNCTV) |
| 17 | "BoBoiBoy Nước trỗi dậy"                | 22 tháng Mười Hai 2017 (TV3) 31/12/2017 (MNCTV) |
| 18 | "B.R.R.O. trả thù (A.B.A.M. báo thù)"   | 29 tháng Mười Hai 2017 (TV3) 7/1/2018 (MNCTV)   |
| Tập phim bắt đầu bằng câu nói của một robot là "Ta đã trở lại". Trong khi đó ở Trạm TAPOPS, chúng ta thấy BoBoiBoy và bạn bè của mình đang chơi 'Dance Master' và sau đó bất ngờ một cuộc gọi điện video từ Đô đốc Tarung đã làm gián đoạn trò chơi nói rằng Cattus đang xảy ra hoành hành, vì vậy sau đó BoBoiBoy và bạn bè của ông đã đi tìm Cattus. Một khi họ tìm thấy Cattus BoBoiBoy hỏi BellBot những gì đang làm phiền Cattus và sau đó BellBot nói rằng "Cattus cảm nhận được điều gì đó xấu xảy ra với gia đình mình trên Planet Gurunda", sau đó nó được phát hiện bởi BoBoiBoy và bạn bè của cậu ấy rằng Cattus đã có một gia đình và bị tẩy chay vì anh ta biến đổi và Cattus rời khỏi ngôi làng của mình vì lợi ích của gia đình và khi Đô đốc Tarung ác liệt nghe câu chuyện anh đang rơi nước mắt do câu chuyện của Cattus, và sau đó họ lên Planet Gurunda để tìm kiếm gia đình và làng quê của Cattus cùng với Papa Zola. Khi họ đến Planet Gurunda họ đã cảm thấy nhiệt độ 0 độ sau đó Gopal nói rằng ông không thể lấy nhiệt nữa để BoBoiBoy có một ý tưởng làm thế nào để làm mát chúng bằng cách sử dụng sức mạnh của nước BoBoiBoy nhưng do nhiệt trên hành tinh Gurunda nước từ BoBoiBoy Nước bốc hơi, và sau đó BoBoiBoy và bạn bè của anh ta đã tìm thấy gia đình làng Cattus đang ở, Sau khi nghi ngờ điều gì đã xảy ra với gia đình Cattus BoBoiBoy và bạn bè cùng với Cattus đã bị mắc kẹt bởi một cái bẫy điều đó làm cho năng lượng và các chức năng của Power Sphere trở nên vô ích, trong khi đó khi BoBoiBoy và bạn bè của anh ta bị mắc kẹt trong một loại khói, thì BoBoiBoy đã thay đổi thành BoBoiBoy Gió và giải quyết khói thuốc. Sau khi giải phóng khói, họ nhìn thấy hình dạng robot từ đầu tập và anh ta giới thiệu mình là Kẻ đánh thuê Đạn đạo và thiên xạ: A.B.A.M.(viết tắt của Accurate Ballistic Arrow Mercenary, hay còn được gọi là Ballistic Ranged Robot Defence / B.R.R.O.; nghĩa là Robot phòng thủ Tên lửa Đạn đạo), và sau đó nó đã được phát hiện ra rằng ông là robot đã cố gắng để bắt cóc BellBot. YaYa và Ying sau đó tấn công A.B.A.M. để giữ Cattus và BellBot an toàn vì Cattus không muốn biến đổi, nhưng sau đó là A.B.A.M. hoàn toàn tránh né cuộc tấn công sắp tới của Yaya và Ying, BoBoiBoy sau đó nói rằng để Cattus tránh khỏi đây để được an toàn. ABAM sau đó bắn mũi tên nổ vào bầu trời ngăn chặn Yaya và Ying cố tấn công anh ta, sau đó BoBoiBoy đổi thành BoBoiBoy Lá và cứu Yaya và Ying bằng những chiếc lá dệt của anh ta, sau đó Papa Zola nói với Gopal để giúp bạn bè của anh nhưng vì sợ anh ta nói "Được rồi, để BoBoiBoy chiến đấu với anh ta trước tiên!", YaYa sau đó dùng Lực hấp dẫn để tấn công A.B.A.M và Ying đã giúp đỡ bằng cách sử dụng Cú đá siêu tốc của cô ấy nhưng A.B.A.M. đã hoàn toàn phản công Yaya và Ying tấn công bằng cách bắn một mũi tên quay trở lại, sau đó YaYa ngay lập tức đã cố gắng tấn công A.B.A.M. bằng cách sử dụng Mighty Punch của mình nhưng sau đó A.B.A.M đã phản đối cô bằng cách ném lựu đạn flash tại YaYa và Ying, sau đó YyYa và Ying không thể chiến đấu vì họ bị mù bởi các lựu đạn flash A.B.A.M. ném vào họ. Sau đó A.B.A.M đã cố gắng kết thúc YaYa và Ying nhưng đã bị BoBoiBoy chặn lại bằng cách sử dụng Binding Vine, nhưng cây nho đã được chia thành hai bởi một mũi tên Slicing A.B.A.M. bắn để ngăn chặn cây nho, và sau đó là mũi tên gần như hitting BoBoiBoy, sau đó BoBoiBoy đã cố gắng để tấn công với Lưỡi lá Ma ngựa nhưng do A.B.A.M. có một thân kim bằng kim loại, lưỡi dao không ảnh hưởng gì đến anh ta, nhưng sau đó Gopal đã có ý tưởng vì cơ thể được làm bằng kim loại, sau đó BoBoiBoy đã hỏi A.B.A.M. "Bạn chắc chắn rằng các cuộc tấn công của bạn luôn nhắm mục tiêu?" Và "Vậy mũi tên này đã làm tôi nhớ đến như thế nào?", Sau đó là A.B.A.M. nói: "Bởi vì ... Ta đã nhắm tới điều này!", A.B.A.M. sau đó bắn mũi tên cắt lắt để giữ / bẫy BoBoiBoy tại chỗ. Sau đó Yaya và Ying đã hồi phục từ trạng thái mù quáng của họ nhưng sau đó là A.B.A.M. bắn hạ tên lửa, BoBoiBoy chia thành ba phần tử (Lửa, Gió, và Lá làm lãnh đạo) nghĩ rằng anh ta sẽ bị bắn bởi các mũi tên đóng băng, nhưng thực ra Yaya và Ying đã bị bắn bởi các mũi tên BoBoiBoy Lửa and Gió đã cố gắng giúp Yaya và Ying bằng cách sử dụng sức mạnh của BoBoiBoy Lửa nhưng do Lá là người lãnh đạo nên nhân cách của Leaf đã ảnh hưởng đến hai yếu tố khác mà anh ta đã chia sẻ. Sau đó Gopal sau đó cố gắng phục kích A.B.A.M., trong khi BoBoiBoy Lửa and Gió tấn công A.B.A.M. với Cầu lửa và Cầu gió tấn công nhưng đã bị dừng lại với các mũi tên vỡ vụ của A.B.A.M., thì BoBoiBoy Lửa và Gió sẽ bị bắn bằng các mũi tên nổ nhưng đã bị dừng lại vì Gopal chuyển chúng sang rau, sau đó Gopal cố gắng thay đổi A.B.A.M. thành loại rau, nhưng vì sự né tránh chính xác của ABAM, Gopal đã không thể biến anh ta thành một loại rau, nhưng do tính cách của BoBoiBoy Lá và người đứng đầu bộ ba, hai yếu tố khác đang làm những gì anh ta sẽ làm: ăn rau , ABAM sau đó tấn công Gopal bằng mũi tên rực lửa rồi Gopal tránh và khi A.B.A.M. cố gắng để phân tích các phong trào của Gopal, ông đã thất bại vì phong trào của Gopal quá ngẫu nhiên bởi vì nó có vẻ như ông đang nhảy múa hơn né tránh, sau đó YaYa nói với BoBoiBoy để làm điều điên rồ đó. Và cuối cùng A.B.A.M. bị trúng đòn; sau đó bị biến đổi thành gỗ mây rồi bị Cattus ăn và quằng xuống hồ nước gần đó. Cuối cùng Cattus đã trở về với gia đình - một kết thúc có hậu. |                                         |                                                 |
| 19 | "Copy và Paste"                         | 17/5/2018 (TV3) 26/5/2018 (MNCTV)               |
| 20 | "Điều khiển cảm xúc"                    | 24/5/2018 (TV3) 26/52018 (MNCTV)                |
| 21 | "Robot bảo vệ Jagara"                   | 31/5/2018 (TV3) 2/6/2018 (MNCTV)                |
| 22 | "Nhiệm vụ xâm nhập thuộc địa hải tặc"   | 7/6/2018 (TV3) 9/6/2018 (MNCTV)                 |
| 23 | "Sự đe dọa từ hạm đội"                  | 14/6/2018 (TV3) 16/6/2018 (MNCTV)               |
| 24 | "Sự bức xạ kết liễu (Finish Radiation)" | 21/6/2018 (TV3) 23/6/2018 (MNCTV)               |